# Nenad Andrić
Nenad Andrić (Beograd, 1976) srpski je književnik.

## Biografija
U Beogradu je završio osnovnu školu i Prvu beogradsku gimnaziju.
Diplomirani je fizikohemičar i magistar ekologije. Bavi se zaštitom životne sredine i laboratorijskim analizama životne sredine, a u slobodno vreme vaterpolom i planinarenjem. Od 2018. godine je licencirani planinarski i sportski vodič.
Objavio je nekoliko naučnih radova. Učestvovao je na domaćim i međunarodnim naučnim konferencijama. Iza sebe ima nekoliko naučnih projekata, od kojih su neki prvi put rađeni u Srbiji. Od 2007. do 2010. godine, bio je asistent na Fakultetu za primenjenu ekologiju FUTURA Univerziteta Singidunum u Beogradu.
Od 2018. godine član je Udruženja književnika Srbije. Živi i radi u Beogradu.
Od 2002. godine, honorarni je saradnik Narodnog pozorišta u Beogradu. Od tada, pa do danas, učestvovao je u mnogim dramskim, operskim i baletskim predstavama, kao statista. Imao je nekoliko manjih uloga i u domaćim filmovima, TV serijama i reklamama.
Član je vaterpolo kluba „Beograd - veterani”. U toku svoje aktivne vaterpolo karijere, nastupao je za VK „Valis Valjevo”, VK „Jagodina”, VK „Vračar” i VK „Stari Grad”. Sa VK „Vračar”, osvojio je Srpsku vaterpolo ligu, 2001. godine. Sa VK “Beograd - veterani”, učestvovao je na evropskom prvenstvu za vaterpolo veterane, u Budimpešti, 2013. godine. Učesnik je prve zvanične vaterpolo utakmice, koja je ikada odigrana u Kraljevu, između Kraljeva i Jagodine, 1998. godine. Bio je prvi kapiten tek formiranog vaterpolo kluba „Stari Grad”, 2005. godine.
Vodič je PSK „Pobeda” iz Beograda, najvećeg planinarskog kluba u Srbiji. Organizuje i vodi planinarske akcije po Srbiji, Crnoj Gori, Rumuniji i Svetoj Gori (Grčka). Na svom zvaničnom sajtu objavljuje detaljne opise svih planinarskih destinacija na kojima je bio.
Od 2015. godine, organizuje hodočašća na Svetu Goru. Do sada je Svetu Goru pohodio više od 40 puta i odveo nekoliko stotina hodočasnika iz Srbije i inostranstva. Svetu Goru je obišao pešice i više puta je organizovao i uspon na vrh Svete Gore (Atos 2033m.n.v.). Vodio je grupe i do najnepristupačnijih delova Svete Gore, do, tzv, svetogorske pustinje. Važi za jednog od boljih poznavalaca Svete Gore, njene istorije i njenih staza.

## Bibliografija
- „Solid – Istinita priča o događajima u Valjevu za vreme Drugog svetskog rata” (2011),
- „Peške kroz Svetu Goru” (2016),[5]
- „Susreti sa svetogorskim starcima” (2018).[6]

## Spoljašnje veze
- Zvanična prezentacija
- „Emisija "Aktuelno" - gost emisije pisac Nenad Andrić”. You Tube. Приступљено 22. 12. 2020.